# 托马斯·怀亚特
托马斯·怀亚特爵士（英語：Sir Thomas Wyatt，1503年—1542年10月11日）是16世纪英国政治家，外交家和抒情诗人。他以英国十四行诗的发明人著称。他出生于肯特郡梅德斯通附近的阿灵顿城堡，家族则来自约克郡。其父亨利·怀亚特曾在亨利七世的枢密院任职，1509年亨利八世登基后他仍受到新王的信任。托马斯·怀亚特从剑桥大学圣约翰学院毕业后由其父引荐进入宫廷。他的诗在当时的宫廷中广为流传，但终其一生都没有出版过。他的第一本诗集《陶特尔杂集》出版于他去世的十五年后。

## 早年生活

### 背景
托马斯·怀亚特1503年出生于肯特郡的阿灵顿城堡。其父母分别是亨利·怀亚特爵士和安妮·斯金纳。他的兄弟亨利早夭，妹妹玛格丽特·怀亚特后来嫁给安东尼·李爵士，并育有一子亨利·李爵士。

### 教育和外交官生涯
亨利·怀亚特据说身高超过六英尺，身体强壮，相貌英俊。13岁时他成为了亨利八世的用膳侍从，同年就读剑桥大学圣约翰学院。
怀亚特曾陪同第一代贝德福德伯爵约翰·罗素出使罗马，以游说教宗克莱孟七世宣布亨利八世与阿拉贡的凯瑟琳之间的婚姻无效，这样亨利就可以娶安妮·博林为妻了。有说法认为，1527年卡尔五世攻陷罗马并囚禁教宗时怀亚特也成为了皇帝的阶下囚，但他最后得以逃脱并重归英格兰。1535年怀亚特被封为骑士，次年被任命为肯特郡名誉部长。
1541年12月他当选为代表肯特郡的下院议员。

### 婚姻和子嗣

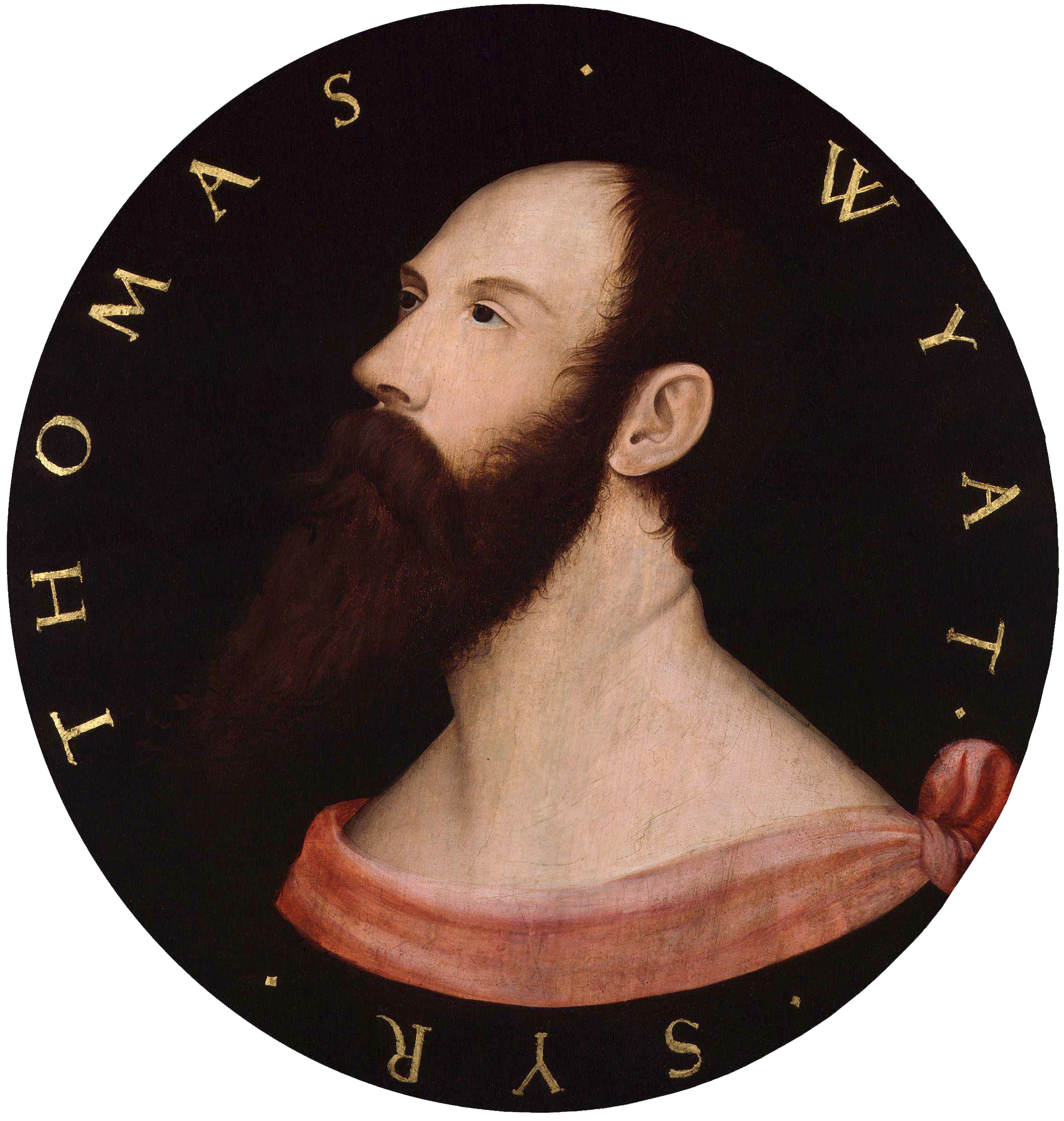
托马斯·怀亚特爵士像，作者小汉斯·霍尔拜因(1503-1542)

1520年怀亚特娶妻伊丽莎白·布鲁克。其岳父为第八代科巴姆男爵托马斯·布鲁克，而其岳母的外祖父为曾任伦敦市长的乔弗里·博林。一年后二人育有一子小托马斯·怀亚特爵士，即1554年怀亚特叛乱的主谋。
1524年怀亚特开始从事外交之后不久，其妻就被指通奸，二人因此分居。

## 怀亚特的诗歌和影响
怀亚特是英国文艺复兴时期诗歌领域的先行者之一。他在许多方面开英国诗歌之先河，还同萨里伯爵亨利·霍华德一道将十四行诗从意大利引入英格兰。他的主要贡献在于英语的文学化，使得其不再逊色于其他欧洲语言。 
怀亚特的许多作品都翻译或者仿写自意大利诗人彼特拉克的十四行诗，还仿写了塞內卡和贺拉斯的一些作品。但同时他自己也创作了一些十四行诗。题材上怀亚特仍未脱彼特拉克的窠臼，他的许多作品都以爱情的试炼为主题，讲述一个痴情的追求者和他另有所属或者冷酷无情的情人的故事。 另一些作品揶揄和讽刺了当时都铎王朝的廷臣们欲求晋升所必须的伪善和逢迎。
怀亚特的十四行诗在韵律上有很大创新。彼得拉克十四行诗的前八句为abba abba格式，后六句则无定式；怀亚特继承了彼得拉克前八句的格式，但后六句则为cddc ee的格式。这一做法开英国十四行诗格式——三段四句加结尾对句——之先河。 
除此之外他还尝试了多种诗歌体裁：回旋诗、语录诗、连锁韵、八行诗、讽刺诗、单韵诗、三联叠句、换韵不等长四句、带重唱尾句的四句、以及法国式的十二行诗和三十行诗。 他开创了一种名为保尔特（意为家禽贩，因为当时的家禽贩总是时不时将一两枚鸡蛋作为赠品）的韵律——交替使用十二音节句（亚历山大诗行）和十四音节句，  因此他被称为四抑扬音步大师。
怀亚特一直遵循传统的、意大利式的文体，另一方面他对英国本土诗人杰弗里·乔叟也十分推崇。他在词汇上受后者的影响非常大，在诗句中使用了一些乔叟自创的词，比如Newfangleness。
在怀亚特死去15年后，出版商理查德·陶特尔将97首据说是怀亚特的诗作收录入《陶特尔杂集》。

### 评价
怀亚特作品毁誉参半。 18世纪的批评家托马斯·沃顿认为怀亚特的诗作“显而易见地”不如他同时期的萨里伯爵亨利·霍华德，而怀亚特最值得称道的在于他开宗立派的贡献，是英国第一个讽刺诗人。 20世纪以后怀亚特又被文学评论界所重视。C·S·路易斯对其评价不高，称其为“黯淡时代之父”。 其他评论家则认为怀亚特爱情诗中灵动的想象力和复杂的比喻为下个世纪的玄学诗派之先声。批评家帕特里西娅·汤姆逊甚至称怀亚特为“英国诗歌之父”。

## 与安妮·博林的传闻

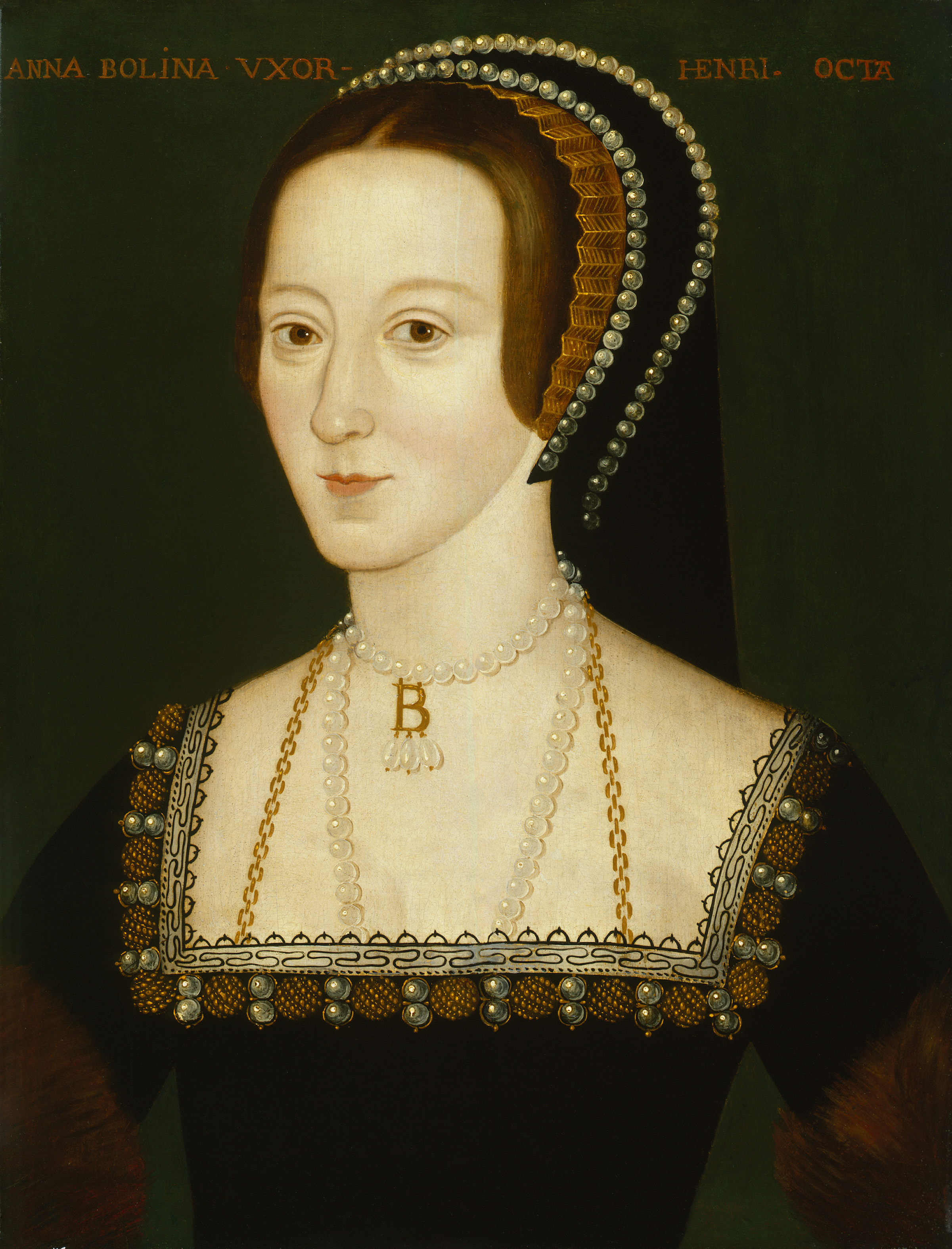
安妮·博林

野史记载1520年代中前期，婚姻不幸的怀亚特曾经与少女时代的安妮·博林有过一段情。围绕着这一说法还衍生出了许多传说和推测。现在可以确定的是他们二人确实认识彼此，但是否曾发展为恋人关系则尚不明确。十九世纪的文学评论家乔治·吉尔菲兰从怀亚特的作品里找到了蛛丝马迹 ：怀亚特曾在诗句中称他的情人为安娜，并暗示她“从多弗尔去了加莱”。这与安妮·博林1532年嫁予亨利八世之前去法国旅行的路线高度重合。在怀亚特的另一首十四行诗中他写道“在她的纤细的脖颈上写着‘我是国王，不要碰我’”。这无疑又是另一条有力的证据。
另一方面，托马斯·怀亚特的孙子乔治·怀亚特爵士曾为安妮·博林作传，其间提到1522年冬天安妮·博林甫从法国归来时，托马斯·怀亚特对她一见钟情。1525年前后国王开始钟意安妮之后，怀亚特也没有放弃。他们二人后来借着玩草地滚球游戏的机会为了安妮大吵一架，随后怀亚特请愿出使意大利。

## 通奸指控和被囚禁
1536年5月怀亚特因为被指控与安妮·博林通奸而关入伦敦塔。 凭借着怀亚特家族与托马斯·克伦威尔的交情，他于当年被释放并官复原职。据推测，他曾亲眼目睹安妮·博林和其他五个被指控和她通奸的男子被处决。他后来以此为灵感写了一首诗， 诗中未敢明确为这些死者叫屈，只是表达了深切的悲痛与震惊。
1530年代的德文郡手稿中收录了怀亚特的一首藏头诗：把每一行的第一个字母连起来就构成了SHELTUN。在这首诗的后面则附有玛丽·谢尔顿的回复，明确拒绝了他。玛丽是安妮的表亲，1535年2月到8月间也与亨利八世有染。
1537年前后，伊丽莎白·达瑞尔成为了怀亚特的情妇。她给他生了三个儿子。 其中之一的爱德华参加了同父异母兄弟小托马斯·怀亚特爵士领导的叛乱，并因此被处决。

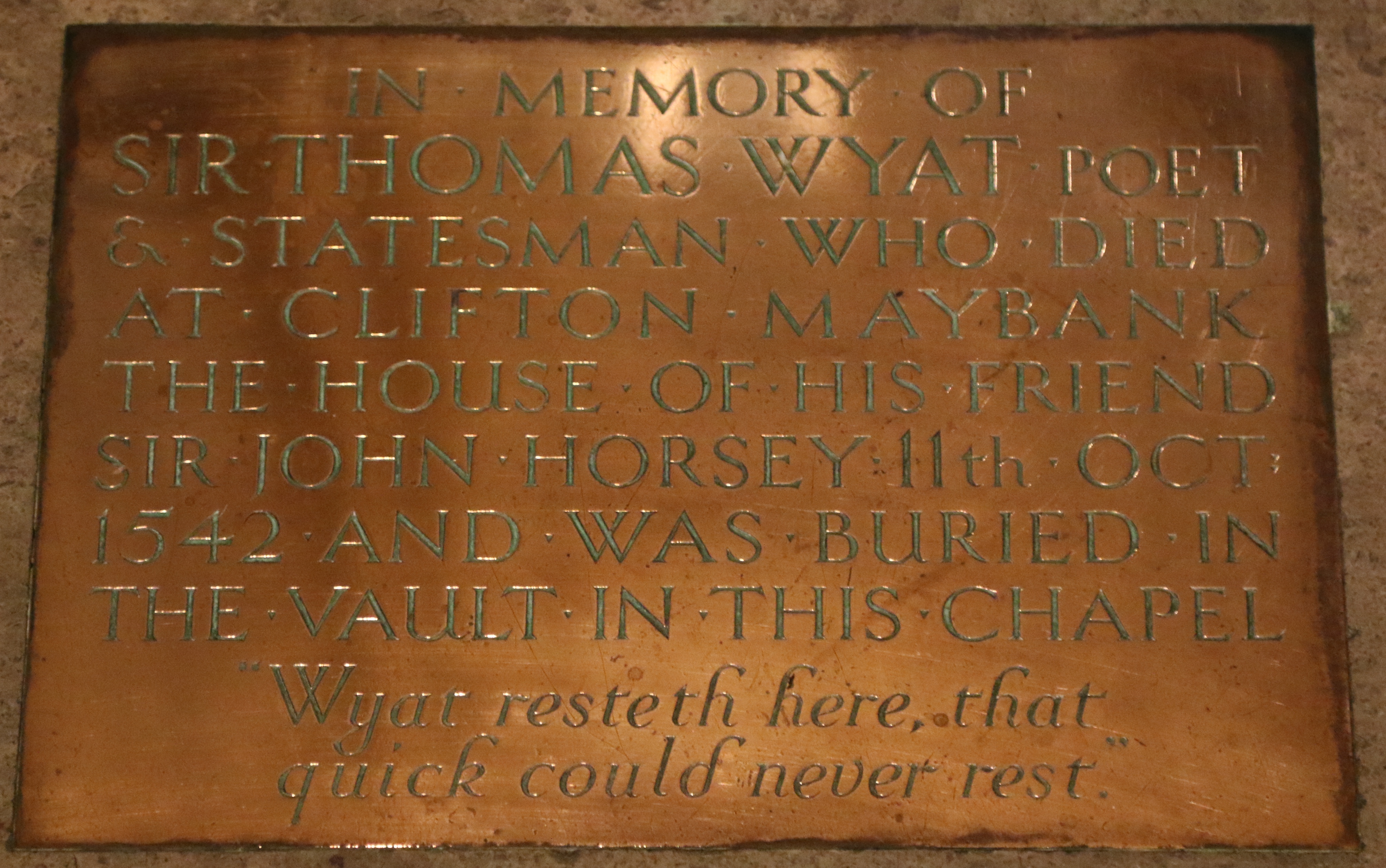
谢尔本修道院中怀亚特的纪念牌匾

1540年怀亚特再一次被国王宠幸。国王解散了博克斯利修道院以后把其原址和许多附属的庄园都封给了他。1541年怀亚特又被指控叛国罪，但由于亨利八世的第五个妻子凯瑟琳·霍华德的斡旋，他又一次得以全身而退并官复原职，但作为交换他被要求与妻子伊丽莎白重修旧好。凯瑟琳·霍华德被处决后不久，怀亚特就一病不起。他生命中最后一段时间居住在朋友约翰·霍西爵士的克利夫顿梅班克乡村别墅裡。1542年10月11日托马斯·怀亚特去世，被安葬在谢尔本修道院。

## 子嗣和亲属
托马斯·怀亚特死后，他唯一合法的儿子小托马斯·怀亚特爵士发动了反对亨利八世之女玛丽一世的叛乱并推举安妮·博林的女儿，信奉新教的伊丽莎白为女王，结果失败并被处死。 
怀亚特的妹妹玛格丽特·怀亚特嫁予安东尼·李爵士，其后代之一是美国南北战争时期的罗伯特·李将军。
爱德华八世国王，即后来的温莎公爵，之妻，沃利斯·辛普森的家系可以追溯到怀亚特的孙子，乔治·怀亚特爵士。
弗吉尼亚殖民地总督弗朗西斯·怀亚特爵士是托马斯·怀亚特的曾孙。

## 脚注
1. ↑  Lindsey 1996.
2. ↑  Shulman 2012，第353頁
3. ↑  Burrow 2004.
4. ↑  Burrow 2004
5. ↑  Chambers 1936，第248頁.
6. ↑  . . University of Cambridge.
7. ↑  Miller 1982
8. ↑  Richardson IV 2011，第381–2頁.
9. ↑  Philipot 1898，第142頁
10. ↑  Shulman 2012，第227–229頁
11. 1 2  Tillyard 1929.
12. ↑  The Norton Anthology of English Literature: Sixteenth/Early Seventeenth Century, Volume B, 2012, pg. 647
13. ↑  Berdan 1931.
14. ↑  Schmidt 1988.
15. ↑  Rebholz 1978，第45頁.
16. ↑  Burrow 2004.
17. ↑  Ward & Trent, eds., et al. Vol. 3 1907–21.
18. 1 2  Thomson 1974.
19. ↑  Warton 1781.
20. ↑  Lewis 1954.
21. ↑  Gilfillan 1858，第x頁.
22. ↑  Warnicke, Retha M. . Cambridge University Press. 1989: 64–65. ISBN 9780521370004.
23. ↑  . Luminarium.org.   [2012-08-06]. （原始内容存档于2021-02-11）.
24. ↑  Hart 2009，第147頁.
25. ↑  . Kateemersonhistoricals.com.   [2012-08-06]. （原始内容存档于2012-06-02）.
26. ↑  .   [2008-07-13]. （原始内容存档于2007-11-08）.
27. ↑  Thomson 1964，第273頁.
28. ↑  Vickers, Hugo (2011). Behind Closed Doors: The Tragic, Untold, Story of the Duchess of Windsor. London: Hutchinson. p. 377. ISBN 978-0-09-193155-1.
29. ↑  Bernhard 2004.